# Delia nigribasis
Delia nigribasis este o specie de muște din genul Delia, familia Anthomyiidae. A fost descrisă pentru prima dată de Stein în anul 1907.
Este endemică în Tibet. Conform Catalogue of Life specia Delia nigribasis nu are subspecii cunoscute.